# Референдум про незалежність Нагірно-Карабаської Республіки
Референдум про незалежність Нагірно-Карабаської Республіки — референдум з питання незалежності Нагірного Карабаху від Азербайджану, який відбувся 10 грудня 1991 року. Проходив на території колишньої Нагірно-Карабахської Автономної Області, прилеглого Шаумянівського району і частини території Ханларского району Азербайджанської Республіки. За незалежність НКР, згідно з офіційно оприлюдненими даними, проголосували 99,98 % тих, хто мав право голосу і взяв участь у голосуванні. Цей референдум бойкотувався азербайджанським населенням Нагірного Карабаху, що, згідно з переписом населення СРСР 1989 року, становило близько 21 % населення тодішньої Нагірно-Карабаської Автономної Області. Референдум був проведений без згоди Азербайджанської Республіки і не визнаний на міжнародному рівні державами-членами ООН.
Підготовка, проведення та підбиття підсумків референдуму здійснювалися відповідно до «Тимчасового положення про проведення референдуму Нагірно-Карабахської Республіки». Рішення вважалося прийнятим, якщо за нього проголосує не менше 2/3 виборців при явці не менше 50 %.
Бюлетені містили питання вірменською, азербайджанською та російською мовами, а також слова «Так» і «Ні» (небажане треба було закреслити).
Хід голосування висвітлювали журналісти з Росії та Франції, ряду інших періодичних видань і агентств, а також телеканалів Росії, США та Болгарії. Спостерігачі були присутні на всіх 30 виборчих дільницях республіки і дійшли висновку, що референдум проводився відповідно до чинного на той момент законодавства і відображав бажання народу Нагірного Карабаху.
Для висвітлення процесу голосування в НКР прибули журналісти та кореспонденти «Радио России», «Эхо Москвы», «Известий», «Московские новости», «Мегаполис Экспресс», «Столица», «Панорама», «Литературная газета», Le Quotidien du Pharmacien, France-Presse, ряду інших періодичних видань і агентств, а також російських, американських і болгарських телеканалів.
За даними міжнародних спостерігачів, референдум проходив в умовах збройної агресії проти НКР. 
У цей період місто Степанакерт та інші населені пункти перебували під постійним артилерійським обстрілом з боку збройних сил Азербайджану. У день голосування було вбито 10 мирних жителів, 11 отримали поранення. За результатами референдуму, 6 січня 1992 року, Верховна Рада НКР проголосила Арцах незалежною державою.
На думку німецького дослідника Йоханнеса Рау, у зв'язку зі складною ситуацією безпеки та репресіями проти етнічно азербайджанського населення, даний референдум не може вважатися легітимним.
Ні референдум 1991 року, ні референдум 2006 року не були визнані легітимними за кордоном. Нагірний Карабах продовжував вважатися міжнародною спільнотою де-юре частиною Азербайджану без правових підстав.